# Suchylas (gromada)
Suchylas (w latach 1970. Suchy Las) – dawna gromada, czyli najmniejsza jednostka podziału terytorialnego Polskiej Rzeczypospolitej Ludowej w latach 1954–1972.
Gromady, z gromadzkimi radami narodowymi (GRN) jako organami władzy najniższego stopnia na wsi, funkcjonowały od reformy reorganizującej administrację wiejską przeprowadzonej jesienią 1954 do momentu ich zniesienia z dniem 1 stycznia 1973, tym samym wypierając organizację gminną w latach 1954–1972.
Gromadę Suchylas z siedzibą GRN w Suchymlesie (obecna pisownia – Suchy Las) utworzono – jako jedną z 8759 gromad na obszarze Polski – w powiecie poznańskim w woj. poznańskim, na mocy uchwały nr 33/54 WRN w Poznaniu z dnia 5 października 1954. W skład jednostki weszły obszary dotychczasowych gromad Piątkowo, Suchylas (bez części obszarów niezabudowanych, będących w administracji M.O.N.) i Złotniki (bez części obszarów niezabudowanych, będących w administracji M.O.N.) ze zniesionej gminy Piątkowo w tymże powiecie. Dla gromady ustalono 24 członków gromadzkiej rady narodowej.
1 stycznia 1960 do gromady Suchylas włączono obszar zniesionej gromady Umultowo w tymże powiecie.
31 grudnia 1971 do gromady Suchy Las włączono obszar zniesionej gromady Chludowo w tymże powiecie.
1 stycznia 1972 do gromady Suchylas włączono osiedle Pawłowice z gromady Rokietnica w tymże powiecie.
Gromada przetrwała do końca 1972 roku, czyli do kolejnej reformy gminnej. 1 stycznia 1973 w powiecie poznańskim utworzono gminę Suchy Las.